# Jackie Presser
Jackie Presser (* 6. August 1926 in Cleveland, Ohio; † 9. Juli 1988 in Lakewood, Ohio) war von 1983 bis 1988 Präsident der US-amerikanischen Transportarbeitergewerkschaft International Brotherhood of Teamsters.

## Biografie
Jackie Presser war der Sohn des berüchtigten „Teamsters“ Bill Presser, der dreimal wegen Verbrechen in Zusammenhang mit seiner Gewerkschaftstätigkeit („labor racketeering“) verurteilt worden war und zwei Jahre vor Ernennung seines Sohnes zum Präsidenten der Teamsters starb.
Bereits Bill Presser unterhielt enge Beziehungen mit dem damaligen Gewerkschaftsboss Frank Fitzsimmons und Charles Colson, einem Mitarbeiter von US-Präsident Richard Nixon, der ebenfalls wie dieser wegen der Watergate-Affäre sein Amt aufgeben musste.
Bill sah seinen Sohn Jackie sicherlich gerne in seine Fußstapfen bei der Gewerkschaft treten, aber natürlich bedurfte es nun mehr, als der Sohn eines berüchtigten Schläger der Teamsters zu sein, um sogar dessen Präsident werden zu können. Jackie fungierte auch als FBI-Informant über Aktivitäten der Cosa Nostra in Cleveland. Im Gegenzug beschützte ihn das FBI vor einigen Anschlägen mit einer im Auto platzierten Bombe – eine Methode, die in Mafiakreisen in Cleveland sehr beliebt war – indem sie zum Beispiel sein Auto mit einem speziellen Detektor ausstattete.
Im Oktober 1975 wurde dann vermutlich seine Präsidentschaft als Gewerkschaftsführer angebahnt, als er im „LaCosta Country Club“ mit Richard Nixon, Frank Fitzsimmons, Anthony Provenzano und Allen M. Dorfman Golf spielte. 1983 wurde Roy Williams wegen Bestechung verurteilt; Presser wurde sein Nachfolger und wurde 1986 für fünf weitere Jahre wiedergewählt.

„Am Mittwoch, dem 21. Mai 1986, wird Jackie Presser für fünf Jahre wiedergewählt. "Trotz der gerichtlichen Anklagen wird Presser auf dem Kongreß wie ein regierender Sultan und nicht wie ein potentieller Strafgefangener behandelt"(L.A. Times 22. Mai 1986) Während sich die Gäste an Kaviar und Hummer erfreuen, wird Presser mit seinen 136 Kilogramm wie der Papst auf einem Tragstuhl von vier Gewichthebern in den Saal getragen, die als römische Krieger kostümiert sind. […] Der Bonze wird von mehreren Rednern dafür gelobt, daß er den politischen Einfluß der Gewerkschaft durch Spenden für Kandidaten und für karitative Organisationen erhöht hat.“

Bereits 1984 hatte das FBI ein Gespräch zwischen ihm, Anthony „Fat Tony“ Salerno, John Trolone („Peanuts“) und den „Teamsters“-Offiziellen William J. McCarthy und Roy Williams aufgezeichnet. McCarthy meinte in diesem Gespräch, die Entscheidung eines Mafiabosses zu benötigen, bevor er in den „Teamsters“ weiter vorankommen könnte. Und obwohl die New York Times von diesem Gespräch 1988 berichtete, wurde McCarthy 1989 neuer Präsident der Gewerkschaft.
Als Boss der Teamsters unterhielt Jackie Presser weiter enge Beziehungen zum Weißen Haus unter Ronald Reagan, der über ihn (wieder mit Hilfe des FBI) weiterhin die schützende Hand hielt.
Die Zeiten der hohen anrüchigen Summen unter Jimmy Hoffa oder Frank Fitzsimmons, bei denen die Mafia sich praktisch direkt aus der Pensionskasse im Central States Pension Fund bedienen konnte, waren zwar mittlerweile vorbei, aber auch unter Präsident Presser lief nicht alles innerhalb der gesetzlichen Rahmenbedingungen.
So wurde 1985 ein „Geisterarbeiter“ in Pressers Heimatbüro „Local 507“ in Cleveland von der Justiz entlarvt, wo Presser zuvor Schatzmeister gewesen war. Dave Allen musste für elf Monate wegen Untreue bzw. Unterschlagung ins Gefängnis, da er mit 165.000 US-Dollar aus Gewerkschaftsgeldern – ohne die geringste Gegenleistung dafür geliefert zu haben – entlohnt worden war und sich nach seiner Verurteilung als Bauernopfer des Teamsters-Präsidenten empfand.
Jackie Presser starb 1988 im Alter von 61 Jahren an Krebs.

## Rezeption
- Jeff Daniels verkörperte Jackie Presser 1992 in der TV-Produktion: "Teamster Boss: The Jackie Presser Story".